# Angelica decurrens
Angelica decurrens är en växtart i släktet kvannar (Angelica) och familjen flockblommiga växter. Den beskrevs av Carl Friedrich von Ledebour som Archangelica decurrens, och fick sitt nu gällande namn av Boris Fedtjenko 1909.
Arten är en perenn ört som förekommer i Sibirien, Centralasien, Mongoliet och norra Kina.